# Der Kaufmann (Kafka)
Der  Kaufmann ist eine Erzählung  von Franz Kafka, die 1913 im Rahmen des Sammelbandes Betrachtung erschien. Sie handelt von der Mühsal des Kaufmannslebens.

## Inhalt
Ein Kaufmann, der ein kleines Geschäft führt, klagt über seine berufliche Existenz, die ihm Kopfschmerzen bereitet. Es belastet ihn, dass er im Voraus vielfache Entscheidungen treffen muss. Er hat Angst um sein Geld, das sich im Besitz anderer Menschen befindet, deren Verhältnisse er nicht übersieht. Wenn das Geschäft abends geschlossen wird, kann er sich nicht erholen. Er leidet unter der Vorstellung, eigentlich ununterbrochen für sein geschäftliches Wohl weiterarbeiten zu müssen.
Nach kurzem Heimweg ist er zu Hause und fährt mit dem Lift bis zu seiner Wohnung hinauf. Er vermutet, dass ein längerer Heimweg und Treppensteigen statt Liftbenutzung auf ihn eine wohltuendere Wirkung haben müssten. Im Lift blickt er in einen Spiegel und führt ein Selbstgespräch.
Er spricht von Flügeln, die ihn an ein beliebiges Ziel, ein dörfliches Tal oder Paris, bringen können. Er spricht von großen Emotionen und interessanten Szenen, von schönen Damen, badenden Kindern und Matrosen auf einem Panzerschiff. Dann erwähnt er einen unscheinbaren Mann, der beraubt wird und der dann traurig seines Weges geht. Zwei berittene Polizisten tauchen auf, helfen aber nicht.
Die Liftfahrt des Kaufmanns ist vorüber, er steht an seiner Wohnungstür und läutet dem Mädchen.

## Textanalyse und Deutungsansatz
Der erzählende Kaufmann steht unter vielfachen Zwängen. Seine beruflichen Probleme liegen nicht in der Realität seines Geschäftes, sondern in seinem Denken, das immer in Sorge vor dem Zukünftigen ist. Er muss „vor befürchteten Fehlern warnen“. Das Unglück, das die Leute, die sein Geld besitzen, „treffen könnte“, kann er nicht abwehren. Es drängen sich ihm ohne Anlass seltsame Befürchtungen auf. Er meint, die Leute, die sein Geld haben, würden verschwenderisch ein Fest veranstalten und andere (wahrscheinlich auch seine Schuldner) – auf der Flucht nach Amerika – hielten sich dabei auf. Er spricht von „ununterbrochenen Bedürfnissen seines Geschäftes“, die eigentlich keinen Feierabend gestatten. Wenn er abends zwangsläufig zur Ruhe gezwungen ist, überkommt ihn eine ungute Aufregung.
Als er nach Hause geht, hadert er mit der Kürze des Heimweges und mit dem Lift in seinem Haus. Warum macht er keinen Umweg und benutzt die Treppe statt des Lifts? Er erscheint wie gefangen in seinem Tagesablauf. Sein Selbstgespräch während der Liftfahrt wendet sich an einen oder mehrere imaginäre Adressaten. Er löst sich nun zunächst ganz von seinem Kaufmannsdasein. Verschiedene interessante Motive kommen ihm in den Sinn, alles, wofür er während seines mühevollen Tagwerkes nicht aufnahmefähig war. Dann taucht das Bild eines Raubopfers auf und damit ist er wieder bei seinem eigenen bedauernswerten Dasein. Das Selbstgespräch des Kaufmanns scheint sich an diejenigen zu wenden, die geraubt haben, ohne Konsequenzen fürchten zu müssen. So ist das abendliche Nachhausekommen freudlos. Der Kaufmann ist eingespannt in das Mühlwerk seines Berufes, mehr noch in die Zwanghaftigkeit seines pessimistischen Denkens.

### Biografische Bezüge
Er erinnert an die Kaufleute aus Kafkas Das Ehepaar oder Der Nachbar und an den Vertreter Gregor Samsa aus Die Verwandlung. Die Sorgen dieses Berufsstandes sind Kafka durch seinen Vater Hermann Kafka, einen Galanteriewarenhändler, bekannt. Sein Vater, ein tatkräftiger, impulsiver Mann, dürfte jedoch nur teilweise als Figur Pate gestanden haben. Die Schilderung der Ängste und die Phantasien im Lift lassen eher an die häufig auftretenden Tagträume des Schriftstellers selbst denken. Die Geschichte endet, wie häufig bei Kafka, ohne wirklichen Abschluss. Es verbleibt ein Schwebezustand, der das unauflösliche Gefangensein in einer unbefriedigenden Existenz ausdrückt.

## Ausgaben
- Franz Kafka: Sämtliche Erzählungen. Herausgegeben von Paul Raabe. Fischer Taschenbuch Verlag, Frankfurt am Main und Hamburg 1970, ISBN 3-596-21078-X.
- Franz Kafka: Die Erzählungen. Originalfassung. Herausgegeben von Roger Hermes. Fischer Verlag, 1997, ISBN 3-596-13270-3.
- Franz Kafka: Drucke zu Lebzeiten. Herausgegeben von Wolf Kittler, Hans-Gerd Koch und Gerhard Neumann. Fischer Verlag, Frankfurt/Main 1996, ISBN 3-10-038152-1, S. 21–24.

## Sekundärliteratur
- Peter-André Alt: Franz Kafka: Der ewige Sohn. Eine Biographie. Verlag C.H. Beck, München 2005, ISBN 3-406-53441-4.